# Sonic's Ultimate Mega Drive Collection
Sonic's Ultimate Mega Drive Collection (in de Verenigde Staten uitgekomen als Sonic's Ultimate Genesis Collection) is een verzameling van computerspellen die werd ontwikkeld door Backbone Entertainment voor de PlayStation 3 en Xbox 360. Het compilatiespel kwam uit op 20 februari 2009 en omvat 48 Sega-spellen (49 als de twee versies van Altered Beast apart geteld worden).
Het compilatiespel is vergelijkbaar met het eerder uitgekomen Sega Mega Drive Collection, maar omvat 16 extra computerspellen waarvan een aantal vrij te spelen.

## Spellen
- Alex Kidd in the Enchanted Castle
- Alien Storm
- Altered Beast
- Beyond Oasis
- Bonanza Bros.
- Columns
- Comix Zone
- Decap Attack
- Dr. Robotnik's Mean Bean Machine
- Dynamite Headdy
- ESWAT: City Under Siege
- Ecco the Dolphin
- Ecco: The Tides of Time
- Fatal Labyrinth
- Flicky
- Gain Ground
- Golden Axe
- Golden Axe II
- Golden Axe III
- Kid Chameleon
- Phantasy Star II

- Phantasy Star III: Generations of Doom
- Phantasy Star IV: The End of the Millennium
- Ristar
- Shining in the Darkness
- Shining Force
- Shining Force II
- Shinobi III: Return of the Ninja Master
- Sonic 3D Blast
- Sonic & Knuckles
- Sonic Spinball
- Sonic the Hedgehog
- Sonic the Hedgehog 2 (8 bit)
- Sonic the Hedgehog 2 (16 bit)
- Sonic the Hedgehog 3
- Streets of Rage
- Streets of Rage 2
- Streets of Rage 3
- Super Thunder Blade
- Vectorman
- Vectorman 2

## Ontgrendelbare spellen
- Alien Syndrome (Arcade)
- Altered Beast (Arcade)
- Congo Bongo (Arcade)
- Fantasy Zone (Arcade)
- Golden Axe Warrior (Master System)
- Phantasy Star (Master System)
- Shinobi (Arcade)
- Space Harrier (Arcade)
- Zaxxon (Arcade)